# 塔布萊納可 (阿拉巴馬州)
塔布萊納可（英語：Tablenacle）是一個位於美國阿拉巴馬州科菲縣的非建制地區。該地的面積和人口皆未知。

## 地理
塔布萊納可的座標為31°27′05″N 85°52′17″W / 31.45138°N 85.87138°W，而該地最高點為海拔高度122米（即400英尺）。